# Lake Lure
Lake Lure is een plaats (town) in de Amerikaanse staat North Carolina, en valt bestuurlijk gezien onder Rutherford County.
Lake Lure en de omgeving ervan wordt vaak als filmlocatie gebruikt voor speelfilms, waaronder: My Fellow Americans een comedie-drama met Jack Lemmon en James Garner uit 1996, en Dirty Dancing met Patrick Swayze.

## Demografie
Bij de volkstelling in 2000 werd het aantal inwoners vastgesteld op 1027.
In 2006 is het aantal inwoners door het United States Census Bureau geschat op 1023, een daling van 4 (-0.4%).

## Geografie
Volgens het United States Census Bureau beslaat de plaats een oppervlakte van 38,3 km², waarvan 35,2 km² land en 3,1 km² water. Lake Lure ligt op ongeveer 422 m boven zeeniveau.

## Plaatsen in de nabije omgeving
De onderstaande figuur toont nabijgelegen plaatsen in een straal van 24 km rond Lake Lure.